# Hasenkrug
Hasenkrug település Németországban, Schleswig-Holstein tartományban. Lakosainak száma 362 fő (2023. december 31.).

## Népesség
A település népességének változása:
| Lakosok száma | 217  | 334  | 333  | 364  | 365  | 362  |
|               | 1975 | 2017 | 2019 | 2021 | 2022 | 2023 |